# Bandeira da província de San Juan
A Bandeira de San Juan é um dos símbolos oficiais da Província de San Juan, uma subdivisão da Argentina. A bandeira foi oficializada em 11 de dezembro de 1997 pela lei N° 6.840 na Câmara de Deputados da província.

## Descrição
Seu desenho consiste em um retângulo de proporção largura-comprimento de 9:14, dividido em trê faixas horizontais, sendo a superior e a inferior azul celeste e aintermediária branca. Cada faixa azul possui largura igual a 5/18 da largura total bandeira, a faixa branca possui largura igual 8/18. No centro da bandeira, com altura superior à largura da faixa branca está o Brasão do departamento. Abaixo do brasão está a inscrição "EL UNION Y LIBERDAD", que em português, que dizer "Em União e liberdade". A frase está escrita em caixa alta com fontes não serifadas na cor preta e sua disposição está em arco logo abaixo do brasão. O brasão da bandeira é bastante semelhante ao Brasão de armas da Argentina, só que o sol que aparece no brasão possui 19 raios, seu desenho deve respeitar as características aprovadas em 1962.
O desenho do anverso (parte da frente) é diferente do desenho do reverso (parte de trás). Enquanto no anverso têm-se o modelo descrito acima no reverso há um sol em ouro com 32 raios ocupa as mesmas proporções do brasão e da inscrição

## Simbolismo
O modelo geral da bandeira foi tomado a partir do pavilhão que foi levada pela coluna do "Exército do Andes", na Cordilheira dos Andes que foi formada por nativos de San Juan: a IV Divisão sob comando do Comandante Cabot. 
As corres majoritárias da bandeira, o azul celeste e o branco, bem como a sua disposição, fazem alusão à Bandeira da Argentina. O mesmo ocorre com o desenho do reverso.
O número de raios do sol do brasão representa os 19 departamentos da província.

Reverso da bandeira de San Juan.

## Referência
- Emblemas de San Juan, www.sanjuanalmundo.com.ar